# Natalia Popova
Natalia Valérievna Popova (en russe : Наталья Валерьевна Попова ; née le 28 novembre 1976 à Lotva, en Biélorussie) est une joueuse d'échecs biélorusse.

## Biographie
Elle est diplômée de l'Université pédagogique d'État biélorusse Maxim Tank.

## Palmarès individuel
Dans les années 2000, Natalia Popova est l'une des principales joueuses d'échecs biélorusses. Elle remporte cinq fois le championnat de Biélorussie d'échecs féminins en 1999, 2000, 2006, 2008 et 2009. En 2017, à Riga, elle remporte le tournoi B international de l'Université de Riga.

## Palmarès en équipe

### Parcours lors des olympiades d'échecs
Natalia Popova joue pour la Biélorussie lors des olympiades d'échecs féminines :
- en 2000, au troisième échiquier lors de la 34e olympiade d'échecs féminine qui se déroule à Istanbul, en Turquie (6 victoires (+), 6 matchs nuls (=), 1 défaites (-)),
- en 2002, au troisième échiquier lors de la 35e olympiade d'échecs féminine qui se déroule à Bled, en Slovénie (+5, = 4, −3),
- en 2004, premier échiquier de réserve lors de la 36e olympiade d'échecs féminine qui se déroule à Calvià, en Espagne (+2, = 6, -2),
- en 2006, au deuxième échiquier lors de la 37e olympiade d'échecs féminine qui se déroule à Turin, en Italie (+2, = 5, −3),
- en 2008, au deuxième échiquier lors de la 38e olympiade d'échecs (femmes) qui se déroule à Dresde, en Allemagne (+4, = 2, −3).

### Parcours lors du championnat d'Europe des nations
Natalia Popova joue pour la Biélorussie dans le cadre du championnat d'Europe d'échecs des nations :
- En 2001, elle joue au deuxième échiquier lors du 4e championnat d'Europe d'échecs des nations féminin à León, en Espagne (+2, = 3, -1).

## Titres internationaux
En 1999, Natalia Popova reçoit le titre de maître international féminin. En 2015, elle devient arbitre FIDE, puis en 2017, elle est arbitre internationale. Depuis 2018, elle est formatrice FIDE. Natalia Popova est également membre de la Commission des arbitres de la FIDE.